# Marie-Thérèse Camus
Marie-Thérèse Camus, née Simon à Rennes, le 25 juin 1934, est une historienne de l'art française, Docteur ès-lettres, directrice-adjointe du Centre d'études supérieures de civilisation médiévale,,, professeur honoraire de l'Université de Poitiers.
Elle s'intéresse à l'architecture chrétienne du Moyen Âge et en particulier à l'art roman (architecture, peinture, sculpture), spécialement dans l’Ouest de la France. Recherchant « un message chrétien inscrit dans la pierre, un monde à découvrir et les sculpteurs à l'œuvre ».

## Publications

### Ouvrages
- Sculpture romane du Poitou. Les grands chantiers du XIe siècle, Picard, 1990, 344pp  (ISBN 2708404261)[7]
- Sculpture romane du Poitou. Le temps des chefs-d'œuvre préface de Jacques Le Goff. Paris, Picard, 2009, 520 pp. 572 ill,  (ISBN 978-2708404267)[8],[9],[10].
- Les Oiseaux dans la sculpture du Poitou roman, Société des antiquaires de l'Ouest, 1973[11].
- Notre-Dame-la-Grande de Poitiers, avec Claude Andrault-Schmitt, Picard, 2002,  (ISBN 978-2708406278) [12],[13].
- Abbayes et prieurés du Poitou Deux-Sèvres, avec Robert Favreau,  (ISBN 978-2-919078-11-0)[14],[15].
- Sculptures gothiques de Saint-Sauveur de Charroux, Gestes éditions, 2006,  (ISBN 978-2845613027) [16].

### Articles
Articles dans les périodiques,, présentations et préfaces,,.
- Entre Occident et Orient la cathédrale Saint-Front de Périgueux et les églises à file de coupoles en Aquitaine, étude comparée avec les églises à coupoles byzantines de Chypre.
- La Nativité dans l'art médiéval .
- La basilica di Sant'Ambrogio a Milano l'opera inedita di Fernand De Dartein[23].

## Distinctions
- Chevalier de la Légion d'honneur[24]
- Chevalier de l'ordre des Palmes académiques